# Metzlesdorf
Metzlesdorf ist ein Gemeindeteil des Marktes Stammbach im Landkreis Hof (Oberfranken, Bayern). Metzlesdorf liegt in der Gemarkung Stammbach.

## Geografie
Der Weiler ist von Acker- und Grünland umgeben; er wird von der Bahnstrecke Bamberg–Hof durchschnitten: zwei Anwesen befinden sich westlich der Bahnlinie. Hier steht in unmittelbarer Nähe eine Windkraftanlage. Im Norden unmittelbar östlich der Bahnlinie wird das Gelände für eine Photovoltaikanlage genutzt. Es entspringt dort ein namenloser rechter Zufluss der Ölschnitz. Die Kreisstraße HO 20 führt nach Stammbach (0,7 km nordwestlich) bzw. an der Fleisnitzmühle vorbei nach Fleisnitz (1,8 km östlich). Eine Gemeindeverbindungsstraße führt nach Senftenhof (0,7 km nordöstlich).

## Geschichte
Die Güter von Metzlesdorf gehörten früher dem Kloster Himmelkron. Im Jahr 1707 wurde der Kauf des Weißensteinberges durch Stammbach und Metzlesdorf endgültig besiegelt. Der unbewaldete Gipfelbereich wurde als Weideland genutzt.
Zu der Realgemeinde Metzlesdorf gehörte Oberbuch. Gegen Ende des 18. Jahrhunderts bestand Metzlesdorf aus sechs Anwesen (4 Halbhöfe, 2 Söldengüter). Die Hochgerichtsbarkeit sowie die Dorf- und Gemeindeherrschaft stand dem bayreuthischen Vogteiamt Stammbach zu. Das Stiftskastenamt Himmelkron war Grundherr sämtlicher Anwesen.
Von 1797 bis 1810 unterstand Metzlesdorf dem Justiz- und Kammeramt Gefrees. Infolge des Ersten Gemeindeedikts wurde Metzlesdorf dem 1812 gebildeten Steuerdistrikt Stammbach und der zugleich entstandenen Ruralgemeinde Stammbach zugeordnet.

### Ehemalige Baudenkmäler
- Haus Nr. 2: Wohnstallbau mit Satteldach, im Giebel Steintafel mit der Bezeichnung „J.G.B.1823“.[8]
- Haus Nr. 5: Zweigeschossiger Wohnstallbau mit Satteldach, um 1800, die Wohnungstür mit geohrter Rahmung.[8]

### Einwohnerentwicklung
| Jahr      | 001812 | 001819 | 001861 | 001871 | 001885 | 001900 | 001925 | 001950 | 001961 | 001970 | 001987 |
| Einwohner | *42    | *48    | 72     | 69     | 65     | 66     | 37     | 62     | 47     | 48     | 26     |
| Häuser    | *9     |        |        |        | 10     | 10     | 7      | 8      | 8      |        | 7      |
| Quelle    | [ 6 ]  | [ 10 ] | [ 11 ] | [ 12 ] | [ 13 ] | [ 14 ] | [ 15 ] | [ 16 ] | [ 17 ] | [ 18 ] | [ 1 ]  |

## Religion
Metzlesdorf ist seit der Reformation evangelisch-lutherisch geprägt und bis heute nach St. Maria (Stammbach) gepfarrt.